# Grünbacher Sattel
Der Grünbacher Sattel ist ein 678 m ü. A. hoher Gebirgspass im südlichen Niederösterreich, der Grünbach am Schneeberg mit Puchberg am Schneeberg verbindet. Er liegt im Bezirk Neunkirchen.
Über den Grünbacher Sattel führen die Schneebergbahn und die Puchberger Straße (B26).